# Aglaonema flemingianum
Aglaonema flemingianum är en kallaväxtart som beskrevs av Alistair Hay. Aglaonema flemingianum ingår i släktet Aglaonema och familjen kallaväxter. Inga underarter finns listade.